# Banco de Castilla
El primer Banco de Castilla fue constituido en Madrid, en 1871. Entre sus promotores estaba Jaime Girona y Agrafel (hermano de Manuel Girona y Agrafel, que dirigía el Banco de Barcelona), junto con otros nombres destacados de las finanzas españolas. En 1872 colaboró con el Banco de París y de los Países Bajos en el préstamo a la Hacienda española que dio lugar a la creación del Banco Hipotecario de España, en el que también participaba el Banco de Castilla. De este modo, la entidad se desarrolló como otras de la época gracias al crédito al sector público. La crisis financiera de 1882 afectó también a esta empresa, de modo que sus activos pasaron de 59,1 a 20,4 millones de pesetas entre 1881 y 1885, pero no se encuentra entre las que desaparecieron. Más tarde se recuperó -sólo en parte- y estuvo menos vinculada al crédito público, al tiempo que fomentó la creación de Altos Hornos de Bilbao (vid. Altos Hornos de Vizcaya). Asimismo el banco estuvo relacionado con otros negocios en los que tenía una importante influencia el marqués de Comillas, como el Banco Hispano Colonial y la Compañía Trasatlántica Española. A comienzos del siglo XX, el de Castilla y el Hipotecario eran los únicos bancos decimonónicos madrileños que seguían en activo, y participó en diversas empresas como en la Sociedad Española de Construcción Naval. Su desaparición fue consecuencia de la crisis de la primera posguerra, que en 1920 había acabado ya con una entidad tan señalada como el Banco de Barcelona, mientras que el de Castilla presentó suspensión de pagos en diciembre de 1923.
El origen del segundo Banco de Castilla se encuentra en una casa de banca salmantina, creada por Florencio Vega en 1872, siendo su sucesor en el negocio un sobrino, Matías Blanco Cobaleda (1902). En 1935 contaba con unos recursos propios de cinco millones de pesetas, pero también captaba entre sus clientes importantes cantidades de pasivo, de modo que ese año su inversión en créditos y valores superaba los 35 millones de pesetas. Después de la guerra civil española, en 1942, la casa se transformó en Banco Matías Blanco Cobaleda, S.A., y estuvo presidido por el titular del nombre hasta su fallecimiento en 1955, año en el que le sucedió su hijo. En 1957 cambió su nombre por el de Banco de Salamanca, y se renovó el Consejo de Administración, pero el capital desembolsado se mantuvo en 10 millones de pesetas hasta 1962. Desde 1960 el Salamanca estuvo presidido por Nicolás Rubio García-Roby, hombre vinculado al Banco Popular Español, y en 1962 el capital se amplió hasta 25 millones, entrando en el Consejo de Administración Javier Valls-Taberner, al tiempo que la entidad quedaba completamente en la órbita de la institución madrileña. Ese año el Banco de Salamanca era el tercero de Castilla y León (tanto por recursos propios como ajenos) después del Banco Coca (también de Salamanca) y el Banco Castellano (de Valladolid). El nombre de Banco de Castilla no lo adoptó hasta 1972, después de haberse efectuado la absorción en 1970 del Banco Castellano de Valladolid por el Banco de Bilbao. El antiguo Banco de Salamanca, que se había consolidado con dicha denominación salmantina en las provincias de Salamanca y Zamora, inició su expansión tras la adopción del nombre Banco de Castilla por las provincias de Castilla la Vieja.
El Banco de Castilla fue uno de los bancos regionales, filial del  Banco Popular Español y absorbido integralmente por su matriz, por decisión del consejo de administración del 25 de septiembre de 2008, con tres otras filiales regionales Banco de Crédito Balear,  Banco de Galicia y Banco de Vasconia.
En 2008, el Banco de Castilla contaba con unas 280 sucursales ubicadas principalmente en Castilla y León y en menor medida en las provincias de Cáceres, Cantabria, Guadalajara, Madrid y Toledo. 